# Vikramkhol
Vikramkholl es un tipo de inscripción pictográfica/logografica que se encontró en una cueva pre-histórica situada cerca de Jharsuguda,Odisha, India y permanece en la Reserva Forestal de Belpahar , aproximadamente a unos 12 kilómetros de distancia de Belpahar.
Valga la redudancia, el lugar donde se encontraron las inscripciones es "Vikramkhol Cave Inscription", es la primera fuente fidedigna de los alfabetos brahmicos, algunos estudiosos creen que se originó del brahmi, o al menos fue inspirado por el alfabeto romeo, Otros especulan que pudo haber tenido un origen en el subcontinente indio, a través de la escritura del Indo. Esta familia puede, a su vez, derivar del cuneiforme sumerio o haberse desarrollado aislada de otras lenguas.

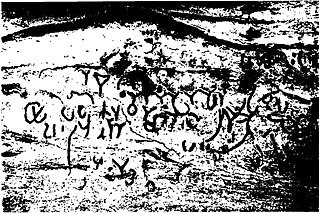
Cueva de Vikramkhol